# سارة وبطة
سارة وبطَّة (بالإنجليزية: Sarah & Duck)‏ هو مُسلسل أطفَال تلفزيوني بريطاني من تأليف «سارة غوميز هاريس» و«تيم أوسيلفان». أُنشأ في أستوديو Karrot Entertainment لصالح BBC. عُرض لأول مرَّة في 18 فبراير من عام 2013 على قناة CBeebies البريطانيَّة. عُرِض موسمين منه في كلِّ موسم 40 حلقة بمجموع 80 حلقة للموسمين وهما مجتمعين معًا. في 17 يونيو من عام 2015 أُعلن عن تجديد المسلسل بحلقاتٍ جديدة للموسم الثالث.

## المقدمة
تدُور أحداث المسلسل عن مُغامرات سارة التي تبلغ من العُمرِ 7 سنوات وهي فتاة لطيفة ومُهذبَّة ذي خُدود وردية وعينين واسعتين والقبعة الخضراء التي ترتديها دائمًا مع صديقها بطة.

## روابط خارجية
- سارة وبطة على موقع IMDb (الإنجليزية)
- سارة وبطة على موقع كينوبويسك (الروسية)
- سارة وبطة على موقع قاعدة بيانات الفيلم (الإنجليزية)